# Clemente de Ancira
Clemente de Ancira (Ancira, 250 - Ancira, 2 de enero del 303 al 310) fue un obispo y mártir de los tiempos del emperador romano Diocleciano.
Clemente nació en la colonia romana de Ancira (Galacia, en la actual Turquía). Era hijo de madre gálata cristiana y padre romano pagano, quien murió cuando Clemente era niño. Muerta también su madre, fue cuidado por otra mujer llamada Sofía, también muy cristiana. De joven profesó como religioso y se dedicó a hacer penitencia y muchas obras de caridad en una época en que toda la Galacia sufría una gran hambruna. Los cristianos lo nombraron obispo de la ciudad, con gran fama de santidad.
En esos tiempos era emperador Diocleciano, que en el año 303 proclamó edictos para desterrar el cristianismo de todo el imperio. Domiciano, gobernador de Galacia, intentó convencer a Clemente para que dejara de predicar, primero con «blandas y fingidas promesas» y después con amenazas, prisión y torturas. Sin embargo, viendo que Clemente no renunciaba a su fe, Domiciano lo envió a Roma para que lo juzgara Diocleciano en persona. Dado que el emperador tampoco consiguió apartarlo del cristianismo, ordenó torturarlo nuevamente. Encerrado Clemente en una prisión romana, lejos de flaquear, consoló y bautizó a muchos prisioneros, entre ellos a Agatángelo, un joven originario de su misma ciudad de Ancira.
Clemente fue enviado a Nicomedia en un barco lleno de soldados para ver si el gobernador Maximiano podía conseguir su apostasía y Agatángelo subió secretamente a la nave para acompañarlo en su suerte, lo que le hizo dar gracias a Dios: 

Doyte gracias, Señor mío Jesucristo, que eres mi única consolación y ayuda, pues ni en la tierra ni en el mar me has desamparado, y me has defendido toda la vida, y recreación mi alma fatigada con los trabajos, y hecho consolador mío, por la manera que tú sabes. Porque ahora en el mar me has consolado con este mi hermano Agatángelo, el cual con el nombre que tiene me promete tu favor, porque Agatángelo quiere decir ‘mensajero de buenas noticias’.
(pág. 12)

El penoso viaje de los dos cristianos se prolongó durante más de veinte años, de ciudad en ciudad: Rodas, Nicomedia, Ancira, Amis y Tarso, de tribunal en tribunal y de tormento en tormento, sin que ninguno de los dos renunciase a sus creencias. Esto hacía que muchos infieles ―al ver su ejemplo y al escuchar sus palabras de fe en Cristo― se convirtieran.
Finalmente llegaron por segunda vez a su ciudad natal, mientras las tierras romanas eran gobernadas por el emperador Maximino.

## Leyenda apócrifa

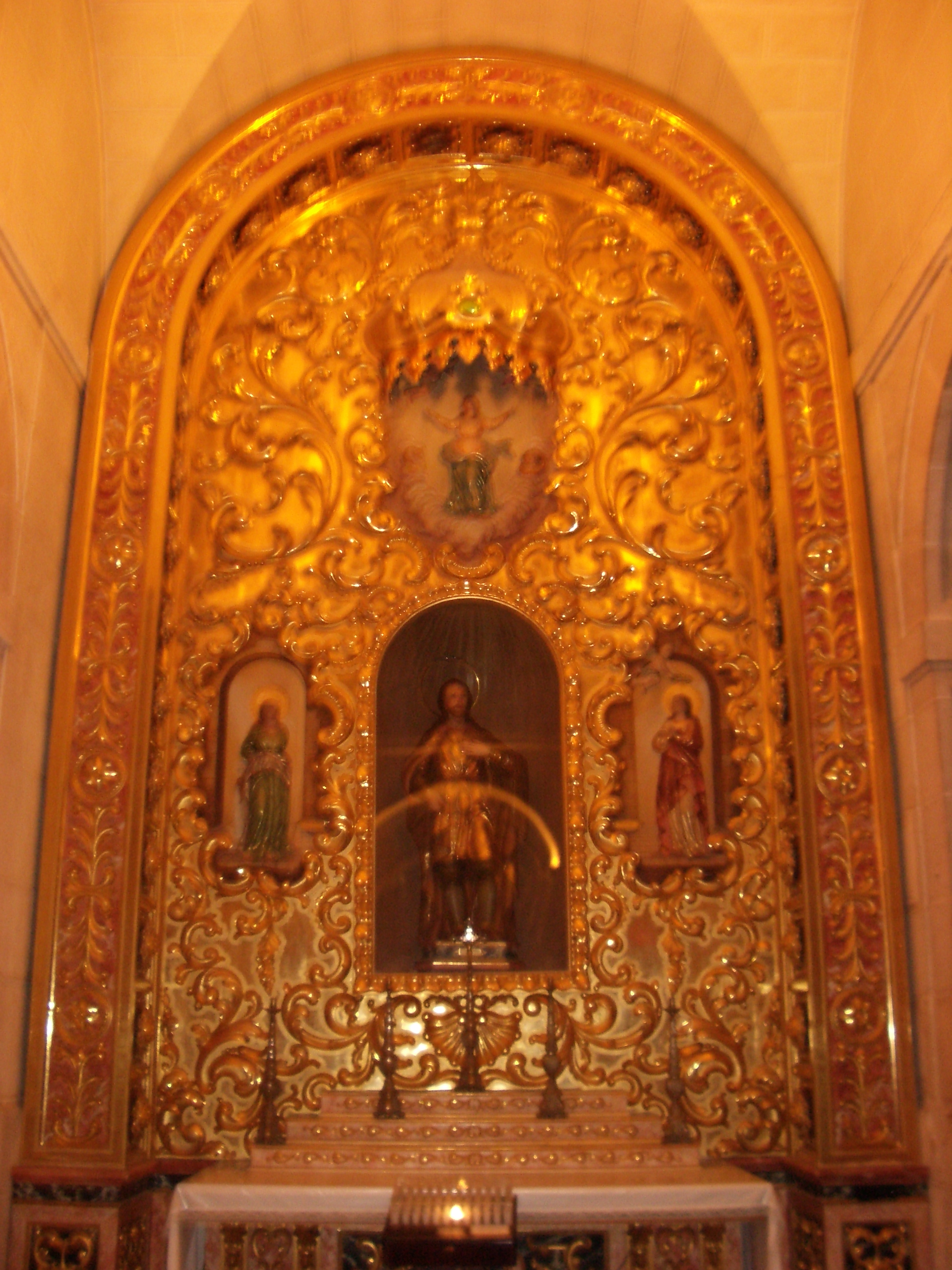
Imagen de san Agatángelo, discípulo de san Clemente. Se encuentra en la capilla de san Agatángelo en la basílica Santa María, en Elche (España).

Según el jesuita Delehaye, en Las leyendas hagiográficas, en el Medioevo se conocía un mito que hablaba de las torturas sufridas por Clemente y Agatángelo:

Los verdugos colgaron a Clemente, desgarraron su carne con dientes de hierro, le golpearon con piedras sus labios y mejillas; lo ataron a una rueda, lo golpearon con palos y lo cortaron horriblemente con cuchillos; le arrojaron picas a la cara, le rompieron las mandíbulas, le arrancaron los dientes y le aplastaron los pies con cadenas de hierro. Luego azotaron a ambos mártires y los suspendieron de una viga; chamuscaron sus cuerpos con antorchas y los arrojaron a las bestias salvajes. Les metieron hierros al rojo vivo bajo las uñas, los enterraron en cal viva y los dejaron así durante dos días. Después les arrancaron fragmentos de piel y los volvieron a azotar. Los pusieron sobre grillas de hierro calentadas al blanco vivo; los arrojaron a un terrible horno donde quedaron por un día y una noche. Una vez más les arrancaron la piel con ganchos de metal; luego armaron una especie de trilla y la arrojaron contra sus dientes. A Agatángelo le arrojaron plomo fundido sobre la cabeza; lo arrastraron por el pueblo con una piedra atada al cuello y lo apedrearon. Sólo a Clemente le perforaron las orejas con agujas al rojo vivo, lo quemaron otra vez con antorchas y le golpearon la cabeza con un palo.
Hippolyte Delehaye (1905)

## Martirio
Arrestados nuevamente, fueron devueltos a Ancira, donde sufrieron torturas (lapidación). Posteriormente fueron enviados a la ciudad de Amasea, donde el procónsul Domecius era conocido por su crueldad. Cuando Clemente partió de nuevo hacia Ankara, Agatángelo lo acompañó de nuevo. Allí ambos sufrieron martirio, por orden del presidente Lucio.
En los últimos interrogatorios, Agatángelo contestó al juez que se admiraba de su resistencia:

Esta constancia que ves en mí no nace de las facilidades o de la simplicidad como tú dices; porque si yo esas tuviera, ¿cómo podría resistir a tantos jueces y al propio emperador, y a tantas invenciones de tormentos con que nos pretendías vencer, y a tantos artificios de promesas y palabras con que nos querías engañar? Así que no debes llamar esto facilidades, sino verdadera sabiduría, la que tiene más en cuenta los bienes eternos, que nunca mudan, que con los temporales, que cada día van y vienen; y esta nos hace despreciar vuestros falsos dioses y adorar al verdadero Dios.
(pág. 22)

El juez hizo intensificar los tormentos con pinchos ardiendo, antorchas, azotes, etc, y finalmente, visto que no conseguía ningún cambio, mandó que le cortaran la cabeza el día 5 de noviembre, sin que se pueda precisar el año (entre el 303 y el 310). Unas semanas después, el 2 de enero, fue decapitado también Clemente.
Sofía, la segunda madre de Agatángelo, hizo enterrar a Clemente junto al cadáver de Agatángelo:

Yo, hijos míos, hueso sepulté en este lugar secreto, mas Christo publicará y dará descanso, miedo cuyo amor tantos trabajos padecisteis.
(pág. 24)

## Origen de la leyenda
Los datos hagiográficos de estos dos santos figuran en antiguos repertorios hispánicos de santos ―como Historia verdadera y exemplar de los más estraños y esforzados mártires de Jesucristo, de Hilario Santos Alonso― y parecen haber sido extraídos originalmente del capítulo incluido en el libro Introducción del símbolo de la fe (segunda parte), de fray Luis de Granada (Salamanca, 1583).